# ダン・ラザー
"ダン"ダニエル・アーヴィン・ラザー・ジュニア（Daniel Irvin "Dan" Rather Jr.、1931年10月31日 - ）は、アメリカ・テキサス州生まれのアメリカ人ジャーナリスト・ニュースキャスター。

## 経歴、キャリア
AP通信記者、ダラス・ロンドン・サイゴン特派員を歴任した後、1966年にホワイトハウス担当記者。またこの間、「60 Minutes」特派員を兼任する。
1981年3月9日に、ウォルター・クロンカイトの後任として『CBSイブニングニュース』のアンカーマン、編集長に就任。2003年にはイラクの独裁者サッダーム・フセインと意気投合、単独インタビューに成功する。
2004年アメリカ合衆国大統領選挙中に現職大統領のジョージ・W・ブッシュの軍歴詐称を「スクープ」し、反響を呼ぶ。しかし、詐称の証拠とされた文書が偽造されたものである虚偽報道であることが判明し、番組内で謝罪した。
その後の社外調査の結果、ラザーが「スクープ」と称した報道内容は捏造であり、正確さも公正さも欠落している虚偽報道であるとの結論が出た。CBSは報道部門の幹部4人を解雇するとともに、ラザーとも番組の契約を更改しないことを決定。2005年3月9日、降板が決定した。
2006年6月、契約を巡るCBS側との交渉の決裂によってCBSを退社し、ケーブルテレビチャンネルの「HDネット」で週1回のニュース番組のアンカーマンを務める。
2007年、問題の責任を転嫁されたとしてCBSに7000万ドル（当時のレートで約81億円）の損害賠償を求める訴訟を起こした。2015年、ラザーの虚偽報道問題を映画化した『ニュースの真相』が公開された。

## 人物像
- ヒューストンにあったCBS系列局の記者時代、ハリケーン・カーラ発生時のニュース報道がウォルター・クロンカイトらの目に留まり、CBS本部に入ることになった。
- 1963年当時、ダラス支局長だったラザーは、ジョン・F・ケネディ大統領暗殺事件を世界でいち早くスクープした。
- ウォーターゲート事件真っ只中の記者会見での、リチャード・ニクソン大統領との丁々発止の遣り取りは有名。質問するためにラザーが名乗ると会場が沸いたので、その人気ぶりを見たニクソンが「あなたは何かに立候補するつもりですか?」と質問者のラザーにジョークを飛ばすと、「いいえ。大統領、あなたは?」とやり返し、会場の爆笑を誘った。このやり取りに対し、CBSの系列局から「アメリカ合衆国大統領に向かってあのような発言は無礼ではないか」とラザーを非難する声が出た。1998年に同番組内で放送された『CBSイブニングニュース』50周年特集のインタビューで、ラザーは「（この問題の結果次第では）最悪の場合不動産業者に転職していたかもしれない」と述懐している。
- 『CBSイブニングニュース』アンカーマン時代には、前任アンカーマンのクロンカイトによる「―では、今日はこんなところです」という番組エンディングでの挨拶に倣い、「That's the part of world tonight（今夜世界では、こんなこともありました）」という挨拶を使ったことで知られる。
- テニス中継の延長に激怒して、番組に6分間の穴を開けたことがある。その結果、後に大統領候補になったジョージ・H・W・ブッシュ副大統領にこの件を蒸し返されてしまい、当時問題になっていたイラン・コントラ事件の追及が尻すぼみになってしまった。
- 『NBCナイトリーニュース』のトム・ブロコウ、『ABC World News Tonight』のピーター・ジェニングスと並んで「ビッグ3」と評された。また、ラザーが『CBSイブニングニュース』を降板した際には、世界各国のメディアで報道された。
- 変装の名人としても有名で、夫人と旅行に行く際には変装して出かけていた。これはラザーに対して反感をもっている人が数多くいたためだと言われている。
- 大統領選をめぐる騒動について、ラザーは「文書そのものは偽造だったかもしれないが、軍歴詐称は事実だった」として、現在に至るまで報道の誤りを認めていない。
- CBS降板後、CBSは看板キャスターであったラザーと完全に絶縁した。『ニュースの真相』公開時、CBSは映画のCMの放送を拒否。映画の公開に合わせてライバル局が次々とラザーを出演させる一方で、CBSは「映画『Truth』（原題）にいかにTruthが少ないかに仰天した」「あまりに多くの歪曲、言い逃れ、根拠のない陰謀説を並べ立てている」「ジャーナリズム上の間違いをヒロイズムと殉難に変えようとしている」「公益に反するだけでなく、ジャーナリストへの酷い仕打ちだ」などと、口を極めて非難した。